# Criminal Minds (franquia)
A franquia Criminal Minds consiste em franquia de mídia de programas de televisão americanos criada por Jeff Davis . A série de suspense policial acompanha o trabalho dos membros da Unidade de Análise Comportamental (BAU) do FBI .
A série de televisão inaugural foi ao ar na CBS de 22 de setembro de 2005 a 19 de fevereiro de 2020. Em 2022,  a série seria revivida pela Paramount+ sob o título Criminal Minds: Evolution .
Dois spin-offs foram produzidos: Criminal Minds: Suspect Behavior em 16 de fevereiro de 2011 e Criminal Minds: Beyond Borders em 16 de março de 2016. Uma série de crimes reais, intitulada The Real Criminal Minds, foi encomendada pela Paramount+ em 2021.  Um videogame baseado na série foi lançado em abril de 2012.

## Visão geral

### Criminal Minds
No início de 2009, Michael Ausiello, da Entertainment Weekly, disse que ele e os estúdios estavam discutindo a possibilidade de um spin-off do drama policial Criminal Minds . O produtor de estúdio Ed Bernero confirmou ao revelar que "é seguro dizer que haverá algo em breve". O show teve um elenco completamente novo, com exceção de Kirsten Vangsness, que reprisou seu papel como Penelope Garcia . No final de 2010, o diretor foi escolhido e o elenco concluído.  Foi anunciado que Forest Whitaker estrelaria. O personagem de Whitaker, Samuel "Sam" "Coop" Cooper, e sua equipe foram apresentados no episódio "The FIght", décimo oitavo episódio da 5ª temporada de Criminal Minds .   Richard Schiff teve um papel recorrente como o diretor do FBI Jack Fickler. 
A série é centrada na equipe Red Cell da Unidade de Análise Comportamental do FBI, uma equipe de elite cuidadosamente selecionada que opera fora da burocracia. A equipe é liderada pelo veterano criador de perfis do FBI, Sam Cooper, e eles se reportam apenas ao Diretor do FBI.

### Criminal Minds: Suspect Behavior
A série se passa principalmente na BAU, sediada em Quantico, Virgínia, e se concentra em traçar o perfil do criminoso, chamado de descon (sujeito desconhecido) ou elemento, em vez do crime em si. O ponto central da série acompanha um grupo de perfiladores do FBI que decidem capturar vários criminosos por meio de perfis comportamentais. O enredo se concentra nos casos de trabalho em equipe e na vida pessoal dos personagens, retratando a vida difícil e as exigências legais de um criador de perfis.

### Criminal Minds: Beyond Borders
Uma nova série proposta na franquia Criminal Minds foi anunciada em janeiro de 2015, intitulada Criminal Minds: Beyond Borders. Gary Sinise e Anna Gunn foram escalados para os papéis principais de Jack Garrett e Lily Lambert, com Tyler James Williams e Daniel Henney sendo escalados como Russ "Monty" Montgomery e Matthew "Matt" Simmons, respectivamente. Criminal Minds: Beyond Borders acompanha uma equipe de elite de agentes do FBI resolvendo casos que envolvem cidadãos americanos em solo internacional.  A CBS exibiu um piloto de backdoor em um episódio de Criminal Minds em 8 de abril de 2015, apresentando os personagens com um episódio crossover intitulado "Beyond Borders".  
Em 8 de maio de 2015, a CBS anunciou que Criminal Minds: Beyond Borders foi escolhido para a temporada televisiva de 2015-16, no entanto, logo foi anunciado que Gunn havia deixado a série,  com Alana de la Garza e Annie Funke sendo escaladas como regulares da série.  A série deveria estrear originalmente em 2 de março de 2016, mas foi adiada por duas semanas e estreou em 16 de março de 2016, e preencheu o horário de quarta-feira às 22h, indo ao ar imediatamente após o Criminal Minds original.  Em 16 de maio de 2016, a CBS renovou a série para uma segunda temporada.  Em 14 de maio de 2017, a CBS cancelou a série após duas temporadas devido à baixa audiência. . Após o final da série, o personagem Matthew Simmons (Daniel Henney) migrou para a série mãe, na qual ficou até o final da décima quinta temporada.

### Criminal Minds: Evolution
Em fevereiro de 2021, um revival  da série estava em desenvolvimento inicial na Paramount+,  com 10 episódios oficialmente aprovados.  Foi confirmado que ainda estava em desenvolvimento durante a turnê de imprensa de inverno da Television Critics Association, um ano depois.  Em julho de 2022, a Paramount+ oficialmente encomendou uma temporada completa para o revival. O elenco principal da série original retornou, com a ausência de Daniel Henney e Matthew Gray Gubler (este último que estava na série desde o primeiro episódio).  As filmagens começaram em agosto de 2022. 
Desde então, Evolution passou a ser chamada de continuação da série da CBS, em vez de uma série totalmente separada. Sua "primeira temporada" foi lançada pela CBS Home Entertainment como a "décima sexta temporada" da série em geral. 

## Séries
| Séries           | Ano televisivo e temporada | Ano televisivo e temporada | Ano televisivo e temporada | Ano televisivo e temporada | Ano televisivo e temporada | Ano televisivo e temporada | Ano televisivo e temporada | Ano televisivo e temporada | Ano televisivo e temporada | Ano televisivo e temporada | Ano televisivo e temporada | Ano televisivo e temporada | Ano televisivo e temporada | Ano televisivo e temporada | Ano televisivo e temporada | Ano televisivo e temporada | Ano televisivo e temporada | Ano televisivo e temporada | Ano televisivo e temporada | Ano televisivo e temporada | Status      |
| Séries           | 2005-06                    | 2006-07                    | 2007-08                    | 2008-09                    | 2009-10                    | 2010-11                    | 2011-12                    | 2012-13                    | 2013-14                    | 2014-15                    | 2015-16                    | 2016-17                    | 2017-18                    | 2018-19                    | 2019-20                    | 2020-21                    | 2021-22                    | 2022-23                    | 2023-24                    | 2024-25                    | Status      |
| ---------------- | -------------------------- | -------------------------- | -------------------------- | -------------------------- | -------------------------- | -------------------------- | -------------------------- | -------------------------- | -------------------------- | -------------------------- | -------------------------- | -------------------------- | -------------------------- | -------------------------- | -------------------------- | -------------------------- | -------------------------- | -------------------------- | -------------------------- | -------------------------- | ----------- |
| Criminal Minds   | 1                          | 2                          | 3                          | 4                          | 5                          | 6                          | 7                          | 8                          | 9                          | 10                         | 11                         | 12                         | 13                         | 14                         | 15                         |                            |                            | 16                         | 17                         | 18                         | Em exibição |
| Suspect Behavior |                            |                            |                            |                            |                            | Piloto                     | 1                          |                            |                            |                            |                            |                            |                            |                            |                            |                            |                            |                            |                            |                            | Cancelada   |
| Beyond Borders   |                            |                            |                            |                            |                            |                            |                            |                            |                            |                            | Piloto                     | 1                          | 2                          |                            |                            |                            |                            |                            |                            |                            | Cancelada   |

## Personagens
| Peronsagem                                           | Séries         | Séries           | Séries         | Primeira aparição                                                                 | Última aparição                                                                      |
| Peronsagem                                           | Criminal Minds | Suspect Behavior | Beyond Borders | Primeira aparição                                                                 | Última aparição                                                                      |
| ---------------------------------------------------- | -------------- | ---------------- | -------------- | --------------------------------------------------------------------------------- | ------------------------------------------------------------------------------------ |
| \|Introduzidos no elenco principal de Criminal Minds |                |                  |                |                                                                                   |                                                                                      |
| Jason Gideon (Mandy Patinkin)                        | Principal      |                  |                | "Extreme Agressor" (1.01)                                                         | "In Name and Blood" (3.02)                                                           |
| Aaron Hotchner (Thomas Gideon)                       | Principal      |                  |                | "Extreme Agressor" (1.01)                                                         | "Sick Day" (12.02)                                                                   |
| Elle Greenway (Lola Glaudini)                        | Principal      |                  |                | "Extreme Agressor" (1.01)                                                         | "The Boogeyman" (2.06)                                                               |
| Derek Morgan (Shemar Moore)                          | Principal      |                  |                | "Extreme Agressor" (1.01)                                                         | "Lucky Strikes" (13.05)                                                              |
| Spencer Reid (Matthew Gray Gubler)                   | Principal      |                  |                | "Extreme Agressor" (1.01)                                                         | "And In the End" (15.10)                                                             |
| Jennifer Jareau (A. J. Cook)                         | Principal      |                  |                | "Compulsion" (1.02)                                                               |                                                                                      |
| Penelope Garcia (Kirsten Vangsness)                  | Principal      | Principal        | Participação   | "Extreme Agressor" (1.01)                                                         |                                                                                      |
| Emily Prentiss (Paget Brewster)                      | Principal      |                  | Participação   | "The Last Word" (2.09)                                                            |                                                                                      |
| David Rossi (Joe Mantegna)                           | Principal      |                  | Participação   | "About Face" (3.06)                                                               |                                                                                      |
| Ashley Seaver (Rachel Nichols)                       | Principal      |                  |                | "What Happens at Home" (6.10)                                                     | "Suply and Demand" (6.24)                                                            |
| Alex Blake (Jeanne Tripplehorn)                      | Principal      |                  |                | "The Silencer" (8.01)                                                             | "Demons" (9.24)                                                                      |
| Kate Callahan (Jennifer Love Hewitt)                 | Principal      |                  |                | "X" (10.01)                                                                       | "The Hunt" (10.23)                                                                   |
| Tara Lewis (Aisha Tyler)                             | Principal      |                  |                | "The Job" (11.01)                                                                 |                                                                                      |
| Luke Alvez (Adam Rodriguez)                          | Principal      |                  |                | "The Crimson King" (12.01)                                                        |                                                                                      |
| Stephen Walker (Damon Gupton)                        | Principal      |                  |                | "Scarecrow" (12.08)                                                               | "Red Light" (12.22)                                                                  |
| Elias Voit (Zach Gilford)                            | Principal      |                  |                | "Just Getting Started" (16.01)                                                    |                                                                                      |
| Tyler Green (Ryan James-Hatanaka)                    | Principal      |                  |                | "Moose" (16.03)                                                                   |                                                                                      |
| Introduzidos no elenco principal de Suspect Behavior |                |                  |                |                                                                                   |                                                                                      |
| Sam Cooper (Forest Whitaker)                         | Participação   | Principal        |                | "The Fight" (Criminal Minds, 5.18) "Two of a Kind" (Suspect Behavior, 1.01)       | "Death By a Thousand Cuts" (1.13)                                                    |
| Beth Griffith (Janeane Garofalo)                     |                | Principal        |                | "Two of a Kind" (1.01)                                                            | "Death By a Thousand Cuts" (1.13)                                                    |
| Jonathan Sims (Michael Kelly)                        | Participação   | Principal        |                | "The Fight" (Criminal Minds, 5.18) "Two of a Kind" (Suspect Behavior, 1.01)       | "Death By a Thousand Cuts" (1.13)                                                    |
| Gina LaSalle (Beau Garrett)                          | Participação   | Principal        |                | "The Fight" (Criminal Minds, 5.18) "Two of a Kind" (Suspect Behavior, 1.01)       | "Death By a Thousand Cuts" (1.13)                                                    |
| Mick Rawson (Matt Ryan)                              | Participação   | Principal        |                | "The Fight" (Criminal Minds, 5.18) "Two of a Kind" (Suspect Behavior, 1.01)       | "Death By a Thousand Cuts" (1.13)                                                    |
| Jack Fickler (Richard Schiff)                        | Participação   | Principal        |                | "Two of a Kind" (1.01)                                                            | "Strays" (1.11)                                                                      |
| Introduzidos no elenco principal de Beyond Borders   |                |                  |                |                                                                                   |                                                                                      |
| Jack Garrett (Gary Sinise)                           | Participação   |                  | Principal      | "Beyond Borders" (Criminal Minds, 10.19) "The Harmful One" (Beyond Borders, 1.01) | "The Ripper of Riga" (2.13)                                                          |
| Clara Seger (Alana de la Garza)                      | Participação   |                  | Principal      | "The Harmful One" (1.01)                                                          | "The Ripper of Riga" (2.13)                                                          |
| Matt Simmons (Daniel Henney)                         | Principal      |                  | Principal      | "Beyond Borders" (Criminal Minds, 10.19) "The Harmful One" (Beyond Borders, 1.01) | "The Ripper of Riga" (Beyond Borders, 2.13) "And In the End" (Criminal Minds, 15.10) |
| Russ Montgomery (Tyler James Williams)               | Participação   |                  | Principal      | "Beyond Borders" (Criminal Minds, 10.19) "The Harmful One" (Beyond Borders, 1.01) | "The Ripper of Riga" (2.13)                                                          |
| Mae Jarvis (Annie Funke)                             |                |                  | Principal      | "The H                                                                            | "The Ripper of Riga" (2.13)                                                          |

## Crossovers
- "The Fight" (Criminal Minds, 5.18) - Episódio piloto para "Criminal Minds: Suspect Behavior", contou com Forest Whitaker, Michael Kelly, Matt Ryan e Beau Garrett como participações especiais. Foi exibido originalmente em 7 de abril de 2010.
- "Beyond Borders" (Criminal Minds, 10.19) - Episódio piloto para Criminal Minds: Beyond Borders. Contou com Gary Sinise, Daniel Henney e Tyler James Williams como participações especiais. Foi exibido originalmente em 8 de abril de 2015.
- "The Harmful One" (Criminal Minds: Beyond Borders, 1.01), contou com a participação especial de Joe Mantegna e foi exibido originalmente em 16 de março de 2016.
- "Denial" (Criminal Minds: Beyond Borders, 1.03) contou com a participação especial de Kirsten Vangsness e foi originalmente exibido em 30 de março de 2016.
- "Spencer" (Criminal Minds, 12.13) foi exibido em 15 de fevereiro de 2017 e contou com as participações especiais de Alana de la Garza e Daniel Henney.
- "Lost Souls" (Criminal Minds: Beyond Borders, 2.01), exibido em 8 de março de 2017, contou com a participação especial de Kirsten Vangsness.
- "Il Mostro" (Criminal Minds: Beyond Borders, 2.02) contou com a participação especial de Joe Mantegna e foi exibido em 15 de março de 2017.
- "Type A" (Criminal Minds: Beyond Borders, 2.10), foi exibido originalmente em 3 de maio de 2017 e contou com a participação especial de Paget Brewster.

## Videojogo
A CBS anunciou em outubro de 2009 que a Legacy Interactive desenvolveria um videogame baseado no programa. O jogo exigiria que os jogadores examinassem cenas de crime em busca de pistas que ajudassem a resolver mistérios de assassinatos. O jogo de quebra-cabeça interativo foi lançado em 2012, mas o elenco do programa não estava envolvido no projeto, então não contou com nenhuma de suas vozes.   